# Symphonie no 6 de Rubinstein
Pour les articles homonymes, voir Symphonie nº 6.
La Symphonie no 6 opus 111, en la mineur, est une symphonie d'Anton Rubinstein. Composée en 1886, elle comporte quatre mouvements. 

## Contexte
Rubinstein compose sa dernière symphonie durant l'été 1886, alors qu'il réside dans sa maison de Peterhof. 
Il dédie sa symphonie à la Gewandhaus Concert Society de Leipzig où il dirige la première le 28 octobre 1886. Deux jours plus tard, il écrit à sa mère : « Ma symphonie a eu un grand succès ici et a été superbement interprétée ».

## Structure

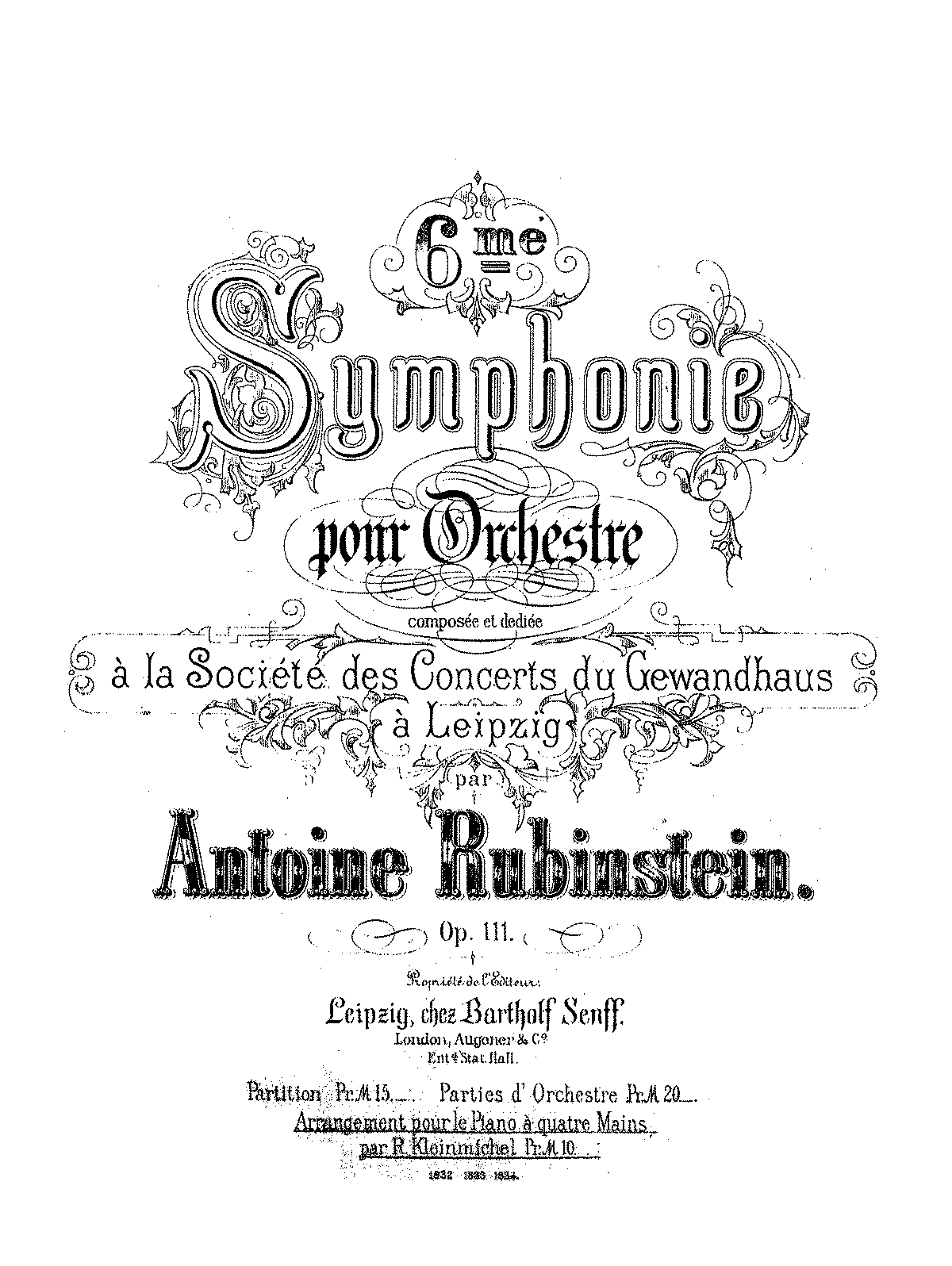
Couverture de la Partition de la symphonie n°6 d'Anton Rubinstein

La Symphonie se compose de quatre mouvements :
1. Moderato con moto
2. Moderato assaï
3. Allegro vivace
4. Moderato assaï

Son interprétation est d'une durée d'environ 42 minutes.

## Instrumentation
| Instrumentation de la Symphonie no 6                                 |
| Bois                                                                 |
| 2 flûtes, 2 hautbois, 2 clarinettes, 2 bassons                       |
| Cuivres                                                              |
| 4 cors, 2 trompettes, 3 trombones                                    |
| Percussions                                                          |
| timbales                                                             |
| Cordes                                                               |
| premiers violons, seconds violons, altos, violoncelles, contrebasses |

## Analyse
Cette symphonie s'avère être une œuvre efficace qui contient certaines des meilleures, et malheureusement certaines des pires, caractéristiques du style symphonique mature de Rubinstein. Il continue à adhérer au langage universel qu'il a toujours prôné, même s'il faut dire que l'équilibre entre les mouvements dans cette œuvre est particulièrement réussi.
Le premier mouvement s'ouvre sur un Moderato con moto remarquablement dramatique, d'une écriture efficace et qui contient un matériau thématique fort. 
Le moderato assaï suivant offre une mesure de contraste, très romantique, il renvoie à Schumann et est traversé d'une profonde veine de lyrisme poétique.
L' Allegro vivace a tous les ingrédients d'un Scherzo saisissant, vraiment délicieux pour sa spontanéité et sa conbinaison piquante d'humour et d'invention mélodique, et menant à une conclusion pleine d'esprit. 
Dans le finale, moderato assaï, Rubinstein a de nouveau employé des motifs russes, comme il l'avait fait dans la symphonie n°5, mais, malheureusement, c'est le mouvement le plus faible de la symphonie. Les deux thèmes folkloriques entendus au début sont merveilleusement contrastés, l'un est une complainte mélancolique tandis que l'autre une chanson de danse fougueuse. En tant que mélodies autonomes, Rubinstein les traite de manière très efficace, mais le problème est qu'il ne sait pas quoi faire après. Les sections de développement commencent par un geste Beethovenien impérieux mais ne sont pas assez fortement associés aux thèmes qui l'ont suscité et la musique finit par sonner comme simplement rhétorique. Même le manque de cohésion pourrait être négligé s'il n'y avait pas la conclusion complètement déséquilibrée. Après avoir travaillé dans sa section de développement, Rubinstein sembla avoir perdu tout intérêt et brièvement, il ramène la mélodie folklorique lente comme s'il s'agissait d'une tâche obligatoire, puis termine la symphonie avec une hâte presque indécente. C'est bien dommage, car l'oeuvre, malgré ses défauts, contient de nombreuses pages ravissantes,.

## Discographie
- Orchestre Symphonique de Hambourg dirigé par Heribert Beissel (1973) - Turnabout
- Orchestre du Philharmonia Hungarica dirigé par Gilbert Varga (1986) - Marco Polo / Naxos